# Nataly von Eschstruth

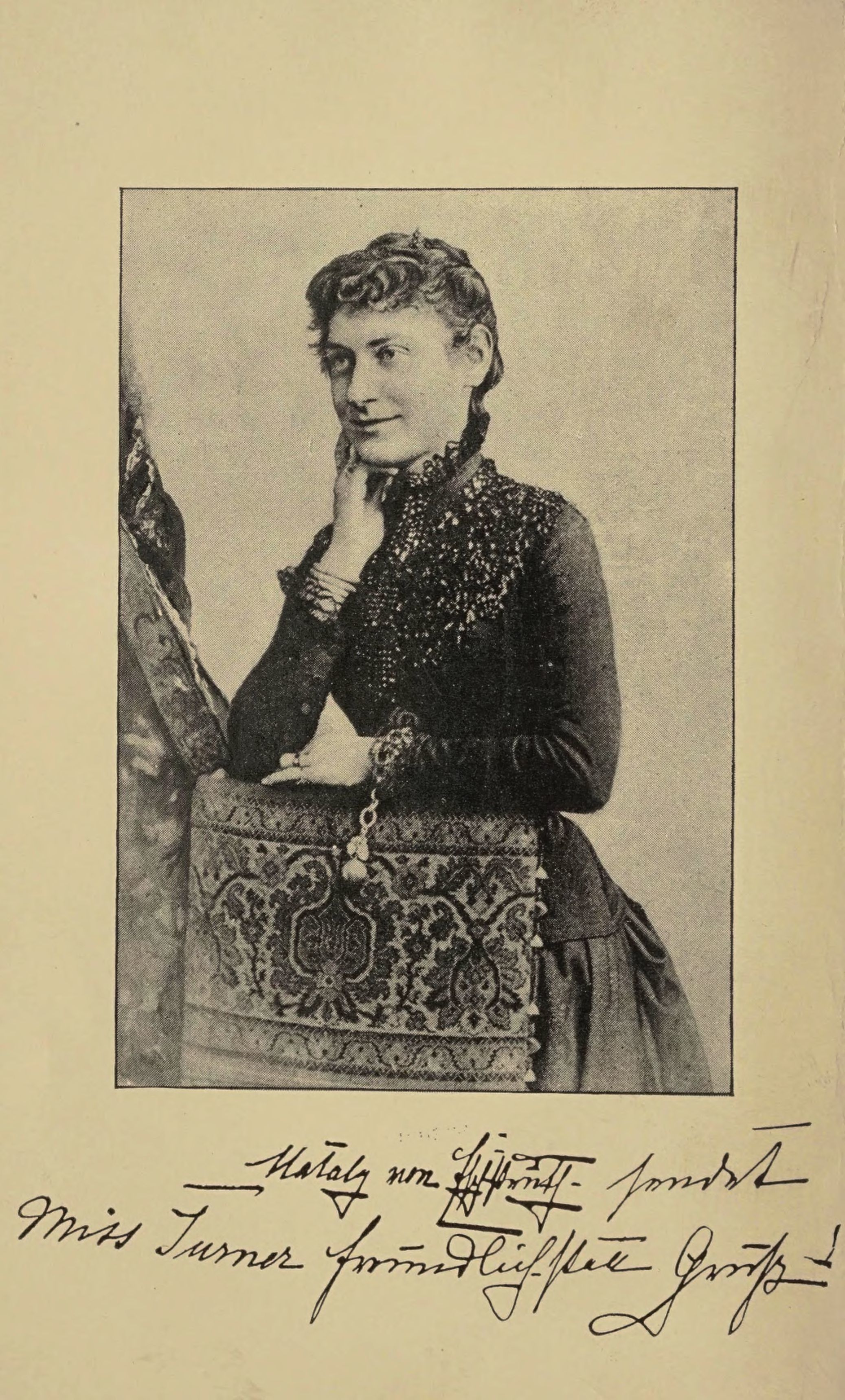
Nataly von Eschstruth – Foto als Frontspiegelabbildung in der amerikanischen Übersetzung von Polnisch Blut von 1889

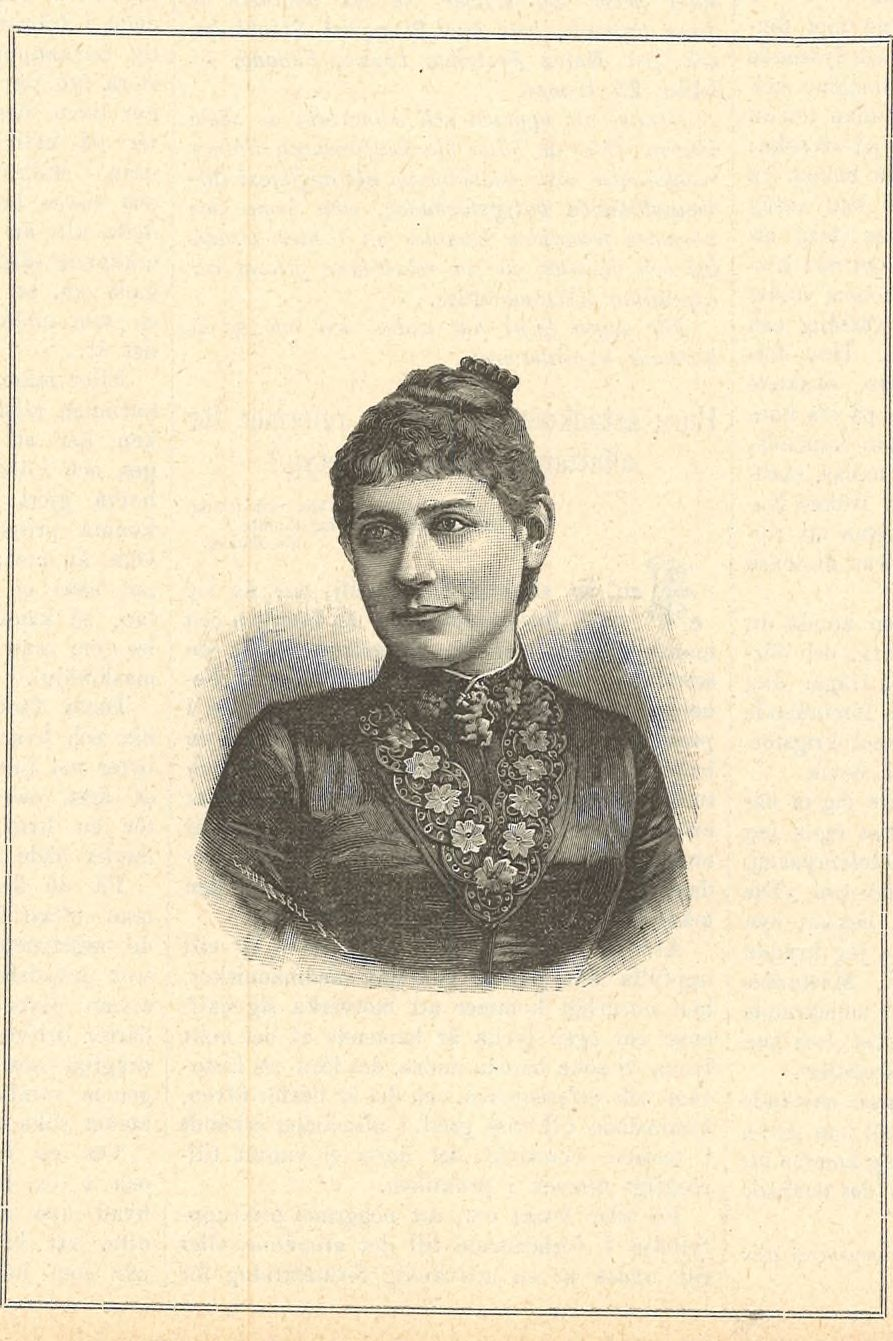
Nataly von Eschstruth. Xylographie 1892.

Buchseite aus dem Roman Die Bären von Hohen-Esp, Ausgabe der Illustrierten Romane und Novellen von 1904: Typische Buchseite mit einer in den Text integrierten Malerei (hier von F. Schwormstädt) illustriert den Unterhaltungscharakter und den Versuch, sowohl im Text als auch in der Ausgabe des Buches so anschaulich wie möglich zu sein

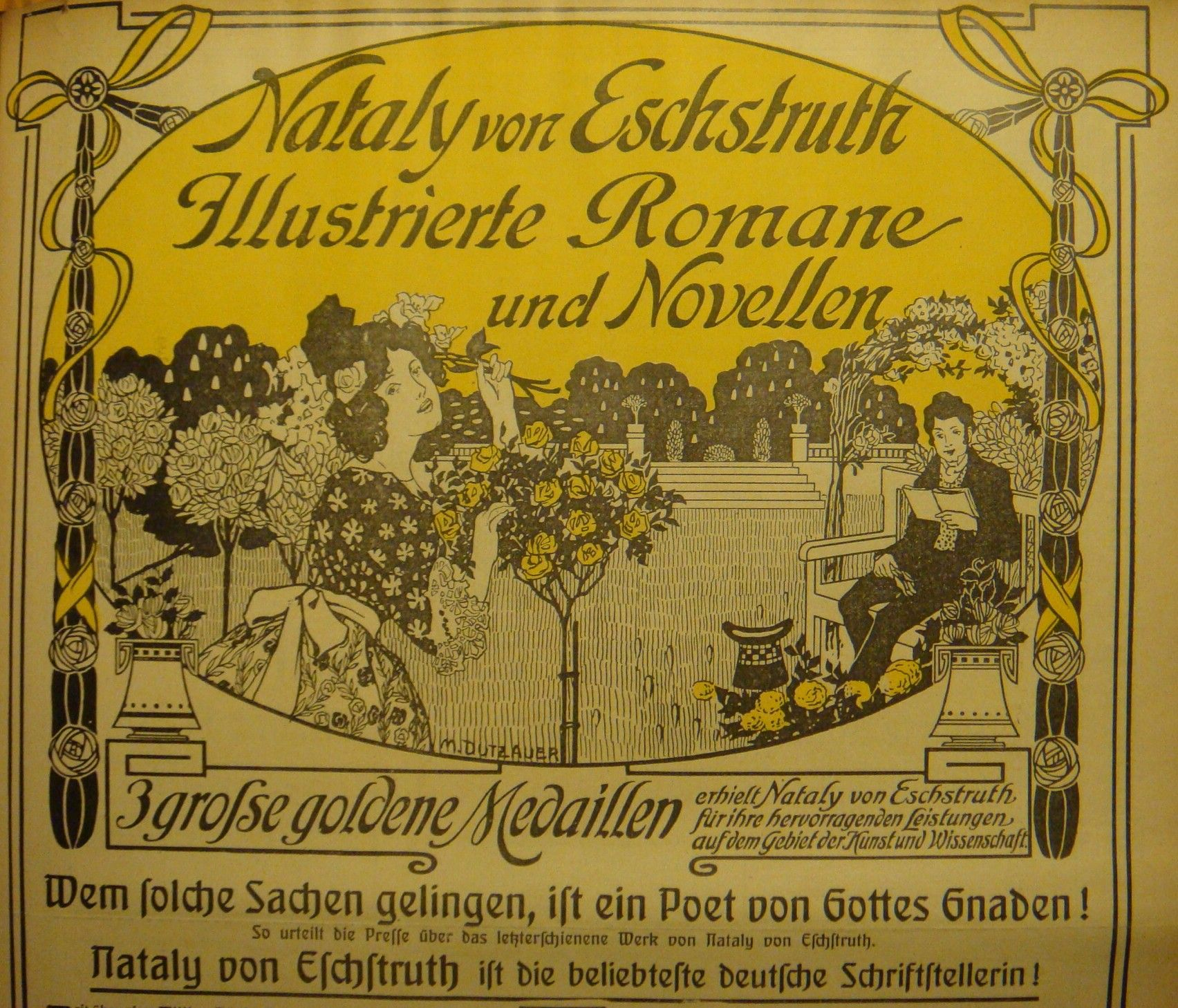
Anzeige zu den Illustrierten Romanen und Novellen von Nataly von Eschstruth im Apoldaer Tageblatt vom 28. November 1908

Nataly (Natalie) Auguste Karline Amalie Hermine von Eschstruth (Ehename: Nataly von Knobelsdorff-Brenkenhoff) (* 17. Mai 1860 in Hofgeismar, Kurfürstentum Hessen; † 1. Dezember 1939 in Schwerin, Mecklenburg) war eine deutsche Schriftstellerin und eine der beliebtesten Erzählerinnen der wilhelminischen Epoche. Sie schildert in ihren Unterhaltungsromanen in eingängiger Form vor allem das Leben der höfischen Gesellschaft, wie sie es aus eigener Anschauung kannte.

## Leben
Nataly von Eschstruth entstammte einer hessischen Familie und war eine Tochter des königlich preußischen Majors Hermann von Eschstruth (1829–1900) und dessen Ehefrau Amalie von Eschstruth geb. Freiin Schenck zu Schweinsberg (1836–1914). Der hessische Hofgerichtsrat, Musikschriftsteller und Komponist Hans Adolph Friedrich von Eschstruth war ihr Urgroßonkel. Sie wuchs zunächst in Hofgeismar, danach in Merseburg und in Berlin auf, wo auch erste Gedichte von ihr veröffentlicht wurden.
1875 durchlief sie eine Ausbildung in einem Mädchenpensionat in Neuchâtel in der Schweiz und bereiste später die wichtigsten europäischen Hauptstädte. Infolge der Erkrankung ihrer Mutter führte sie seit 1885 gemeinsam mit ihrer Schwester den elterlichen Haushalt.
Am 23. Februar 1890 heiratete Nataly von Eschstruth in Berlin den königlich preußischen Major im Infanterie-Regiment Nr. 113 Franz von Knobelsdorff-Brenkenhoff (* 1. September 1857 in Nakel an der Netze, Provinz Posen; † 27. Juni 1903 in Freiburg im Breisgau, Großherzogtum Baden), den Sohn des Gutsbesitzers und königlich preußischen Oberstleutnants Kunibert von Knobelsdorff-Brenkenhoff (1827–1896), Gutsherr auf Klein Sabow bei Naugard (Pommern), und dessen Ehefrau Ida von Knobelsdorff-Brenkenhoff, geb. Hartwig genannt von Naso (1837–1925). Mit ihrem Mann hatte sie eine Tochter und einen Sohn, das Paar lebte in verschiedenen Garnisonstädten, zuletzt in Schwerin. Nach dem Tod ihres Mannes im Jahre 1903 zog sie nach Teplitz, später nach Berlin (1905–1907). Von 1922 bis zu ihrem Tod lebte sie wieder in Schwerin.
In ihrer Geburtsstadt erinnern der nach ihr benannte Eschstruthplatz und verschiedene Exponate im Stadtmuseum Hofgeismar an ihr Wirken.

## Auszeichnungen
- Verdienstmedaillen der Länder Baden, Bayern und Mecklenburg-Schwerin

## Werk
Von Eschstruth schrieb Frauenromane, die in der Schicht der wilhelminischen Adelsgesellschaft oder bei hohen Hofbeamten spielen und erzählt dort fiktiv-biographische Geschichten. Diese laufen fast ausnahmslos über mehrere Generationen, wodurch sie eine erzählerische Tiefe erhalten. Beispielsweise beginnt Polnisch Blut von 1887 mit einer ausführlichen Beschreibung der Verhältnisse und Erlebnisse der Elterngeneration, wobei bereits ein Kind in diesem Umfeld lebt. Dieses Kind wird dann in einem späteren Teil des Buches erwachsen und zum Haupthelden, sodass eine deutliche Zäsur und ein örtlicher, motivischer und auch vom Zeitgeist her neuer Erzählansatz folgt.
Zugleich werden die Handlungen und Prägungen immer in der Elterngeneration angelegt. Die Geschichten leben daher nicht von der Erzählung einer Emanzipation der Kindergeneration, sondern sie verfolgen didaktische Ziele, indem sie von Irrtümern einer Kindergeneration berichten, die die Leserin nicht wiederholen soll. So bewahrheiten sich beispielsweise in Die Bären von Hohen-Esp von 1902 die Befürchtungen des Vaters hinsichtlich des avisierten Ehemannes, oder folgen die Kinder dem Vorurteil, das die Eltern lange erfolglos bekämpfen: So kreist die Geschichte in Polnisch Blut um eine Tochter, die Polen verachtet, und in Die Bären von Hohen-Esp um eine Tochter, die Seeretter gegenüber Soldaten für keines Heldenmutes fähig hält. In beiden Romanen legen die Töchter erst im letzten Fünftel der Handlung ihr Vorurteil durch ein Erlebnis ab und finden dadurch gleichzeitig zu ihrer Liebe. Der Reifungsprozess, der mit einem didaktischen Anspruch durch von Eschstruth eingebracht wurde, wird daher durch die gefundene Liebe belohnt. Dies verdeutlicht, dass in von Eschstruths Romanen kein emanzipatorischer Anspruch im Sinne der Aufklärung vorliegt. Dass didaktische Hintergründe oft die Handlung bestimmen, lässt sich an dem Buch Die Bären von Hohen-Esp nachweisen, das von Eschstruth auf Bitte Wilhelms II. schrieb, da dieser die Notwendigkeit der Seerettung publik gemacht wissen wollte.
Diese Beweggründe der Autorin lassen sich so zusammenfassen, dass sie in ihrem Werk im Ganzen eine Rückkehr zu den „althergebrachten Werten des Adels“ propagierte. Es handelte sich dabei um Werte wie Klugheit, Vorurteilsfreiheit und Hilfsbereitschaft, aber ebenso Festigkeit im Verfolgen von als richtig erkannten Zielen. Sie wollte diese Werte in der jüngeren Generation erneut verankern und hatte insofern einen restaurativen Impetus, als sie damit in der ausgehenden deutschen Monarchie den Führungsanspruch des Adels gegenüber dem Bürgertum bekräftigte.
Von Eschstruths Werk kann vom literarischen Standpunkt aus nicht als bedeutend gelten, da klischierte Handlungsverläufe vorliegen, wie etwa die „Ehe, die im Himmel geschlossen wird“, indem frühe Begegnungen zwischen einem weiblichen und einem männlichen Helden, oft schon in der Kindheit, am Ende des Buches zwangsläufig zur Vereinigung führen. Auch werden die Charaktere selten scharf, sie folgen einer Anzahl von typischen Gewohnheiten, werden aber nicht als Persönlichkeit mit inneren Widersprüchen und charakterlicher Vielfalt deutlich. Dies liegt häufig auch an der verwirrenden Vielzahl von Personen, mit denen von Eschstruth ihre Bücher bevölkert. Immer wählt sie zur Ordnung eine klar chronologische Abfolge. Jedoch erreichten von Eschstruths Bücher im Vergleich mit anderer zeitgenössischer Unterhaltungsliteratur, wie der von Wilhelmine Heimburg, ein gewisses Niveau. Durch seine Vielschichtigkeit und die recht gut ausgearbeiteten Charaktere kann Hazard von 1888 als literarisch vergleichsweise bemerkenswert gelten, minderer Qualität ob seiner Uneinheitlichkeit ist Hofluft von 1889.
Auch noch im Alter hat von Eschstruth geschrieben und neueste Themen aufgenommen, so in Sehnsucht von 1917 das Thema eines Luftfahrtpioniers, der schließlich zu kriegerischem Heldentum gelangt. Ihr gut beherrschtes Feld als Autorin, deren Helden sich im wilhelminischen Adel bewegen, hatte sie damit aber verlassen und wirkte nun eher bemüht.
Das Umfeld der Romane ihrer Hauptschaffensperiode in den 1880er und 1890er Jahren vermittelt heute einen Eindruck von alltäglichen und historischen Details, vom Unterhaltungswert haben von Eschstruths Bücher nichts eingebüßt. Ihr Buch Die Erlkönigin von 1888 erschien daher im Lichtenberg-Verlag erneut 1975 und kam 1977 im Heyne-Verlag als Taschenbuch heraus.

## Werke
- Der kleine Rittmeister, Berlin 1883 (Digitalisat)
- Pirmasenz oder Karl Augusts Brautfahrt, Berlin 1883 (Digitalisat)
- Die Ordre des Grafen von Guise, Berlin 1884
- Wolfsburg, Stuttgart 1885
- Der Irrgeist des Schlosses, Berlin 1886 (Digitalisat, Neuauflage 2017, ISBN 978-3-7437-2100-5)
- Gänseliesel, Jena 1886
- Humoresken, Berlin 1886 (Digitalisat)
- Katz' und Maus, Berlin 1886 (Digitalisat und Volltext im Deutschen Textarchiv)
- Polnisch Blut, Jena 1887
- Potpourri, Dresden 1887 (Digitalisat)
- Wegekraut, (Gedichte), Dresden 1887
- Die Erlkönigin. Zauberwasser, Jena 1888 (Neuauflage 2020, ISBN 978-3-7437-3511-8)
- Hazard, Jena 1888
- Wandelbilder, Jena 1888 (Digitalisat)
- Hofluft, Berlin 1889 (Digitalisat)
- Verbotene Früchte und andere Erzählungen, Jena 1889 (Digitalisat)
- Im Schellenhemd, Jena 1890 (Digitalisat)
- Sternschnuppen, Berlin 1890
- Der Mühlenprinz, Jena 1891
- Comödie!, Jena 1892 (Band 1 Digitalisat, Band 2 Digitalisat)
- Scherben, Leipzig 1893 (Digitalisat)
- Die Haidehexe und andere Novellen, Jena 1894 (Digitalisat)
- In Ungnade, Leipzig 1894
- Ungleich!, Jena 1894
- Von Gottes Gnaden, Jena 1894 (Digitalisat)
- Johannisfeuer, Leipzig 1895 (Digitalisat)
- Sturmnixe und andere Dramen, Leipzig 1895 (Digitalisat)
- Der Stern des Glücks, Leipzig 1896
- Jung gefreit, Leipzig 1897
- Spuk, Leipzig 1897
- Der Majoratsherr, Leipzig 1898
- Mondscheinprinzeßchen, Leipzig 1898 (Digitalisat)
- Der verkannte Puttfarken, Berlin 1899
- Die Regimentstante, Leipzig 1899
- Frühlingsstürme, Leipzig 1899
- Aus vollem Leben, Leipzig 1900
- Nachtschatten, Leipzig 1900
- Spukgeschichten und andere Erzählungen, Leipzig 1900 (Digitalisat, Neuauflage 2022, ISBN 978-3-7437-4329-8)
- Am Ziel, Leipzig 1901 (Digitalisat)
- Osterglocken, Berlin 1901
- Regenwetter, Berlin 1901
- Sonnenfunken, Leipzig 1901 (Digitalisat)
- Der verlorene Sohn, Leipzig 1902
- Die Bären von Hohen-Esp, Leipzig 1902 (Band 1 Digitalisat, Band 2 Digitalisat, Neuauflage 2019, ISBN 978-3-7437-3208-7)
- Unerklärliches, Berlin 1902
- Am See, Leipzig 1903
- Die Laune der Gräfin, Wolfenbüttel, 1904
- Jedem das Seine, Leipzig 1904
- Am Ende der Welt, Leipzig 1905 (Digitalisat)
- Frieden, Leipzig 1905
- Die Ordre des Grafen von Guise. Symone, Leipzig 1910
- Die Roggenmuhme, Leipzig 1910
- Die Gauklerin, Berlin 1911
- Vae victis, Schwerin 1911
- Das Rodeltantchen, Schwerin 1912
- Eine unheimliche Torte und andere Erzählungen, Leipzig 1913
- Heckenrosen und andere Erzählungen, Leipzig 1913
- Junge Liebe und andere Erzählungen, Leipzig 1913
- Pagenstreiche und andere Erzählungen, Leipzig 1913
- Plappermäulchen und andere Erzählungen, Leipzig 1913
- Zauberwasser und andere Erzählungen, Leipzig 1913
- Sehnsucht, Leipzig 1917 (Digitalisat)
- Bräutigam und Braut, Leipzig 1920
- Ewige Jugend, Leipzig 1920 (Digitalisat)
- Ein Stein auf der Straße, Leipzig 1921
- Ende gut – alles gut, Leipzig 1921
- Im Spukschloß Monbijou, Leipzig 1921
- Lebende Blumen, Leipzig 1921
- Halali!, Leipzig 1922
- Lichtfalter, Leipzig 1922
- Der fliegende Holländer, Leipzig 1925
- Erlöst, Leipzig 1926